# Colin McRae Rally 2.0
Colin McRae Rally 2.0 é um jogo eletrônico de corridas desenvolvido pela produtora britânica Codemasters e lançado em 2000 para PlayStation, Windows e Game Boy Advance.